# Ifjúsági Könyvek (Singer és Wolfner Irodalmi Intézet Rt.)
Az Ifjúsági Könyvek egy 20. század eleji magyar ifjúsági szépirodalmi könyvsorozat volt, amely a Singer és Wolfner Irodalmi Intézet Rt. kiadásában Budapesten jelent meg az 1910-es években. Kötetei többek közt a következők voltak:
- Lőrinczy György: Hűséges szívek
- Sas Ede: A fölkelő nap hősei, 1904
- Tutsek Anna: Az édes otthon, 1904
- Gauss Viktor: A búrok földjén, 1905
- Lőrinczy György: Arany karikák, 1907
- Garády Viktor: Tengerparti séták, 1908
- Jókai Mór: A rózsák szigete, 1910
- Kemechey Jenő: Magyarország nagyasszonyai, 1910
- Benedek Elek: Nagyapóéknál, 1912
- Rákosi Jenő: A Kis Kelemen története, 1913
- Krúdy Gyula: Az utolsó honvédek. Az utolsó vörössapkás és más történelmi elbeszélések, 1913
- Lampérth Géza: Kurucz hősök, é. n.
- Tábori Róbert: Magyar vitézek Párisban, é. n.
- Sas Ede: Ahol a gólya fészkel, é. n.
- Gauss Viktor: A néger királyok kincse, é. n.
- Gaál Mózes: Szeretet, é. n.
- Gaál Mózes: Mókus, é. n.
- Gaál Mózes: Anna, é. n.
- Benedek Elek: Rügyfakadás, é. n.
- Bródy Sándor: Az egri diákok, é. n.
- Ambrozovics Meszlényi Ilona: A meghallgatott ima, é. n.
- Garády Viktor: Amit a tenger mesél, é. n.
- Tutsek Anna: Szélvész kisasszony. A kastély titka, é. n.
- Tutsek Anna: Vidorka. Új élet, é. n.
- Kabos Ede: A szurtos királyfi, é. n.
- Tábori Róbert: Délibábok, é. n.
- Gyarmathy Zsigáné: Kalotaszegi bokréta, é. n.